# Chasmina celebensis
Chasmina celebensis là một loài bướm đêm trong họ Noctuidae.